# Mayoschizocera hamata
Mayoschizocera hamata là một loài ruồi trong họ Tachinidae.